# Ice Age (franquicia)
Ice Age (La era de hielo en Hispanoamérica y La edad de hielo en España) es una franquicia que consta de varios largometrajes, algunos cortometrajes, diferentes programas de televisión, unos videojuegos, espectáculos en vivo, un parque temático, y diversos productos. La franquicia comenzó con la película Ice Age en 2002 producida por Blue Sky Studios, antigua división de 20th Century Studios, ahora en manos de The Walt Disney Company.
Ice Age es una historia de un grupo de mamíferos que busca sobrevivir a la glaciación en el Paleolítico. Hasta el momento cinco películas y un spin-off han sido lanzadas en la serie: Ice Age en 2002, Ice Age: The Meltdown en 2006, Ice Age: Dawn of the Dinosaurs en 2009, Ice Age: Continental Drift en 2012, Ice Age: Collision Course en 2016 y The Ice Age Adventures of Buck Wild en 2022, con las voces de Ray Romano, John Leguizamo, Denis Leary y Chris Wedge.

## Películas

### Ice Age(2002)
Sid, un perezoso que no para de hablar, se queda atrás para dormir mientras todos los demás inician el viaje hacia el sur. Al despertar conoce a Manny, un mamut que viaja hacia el norte, y decide seguirlo. Cuando un campo de seres humanos es atacado por tigres dientes de sable, una mujer lleva a su bebé salta a un río y se cae en una cascada. Antes de que ella desaparezca, el bebé es rescatado por Manny y Sid. Los dos animales deciden buscar al padre y devolver el bebé a él. Diego, uno de los tigres que atacaron a los seres humanos, también viene reclamando el bebé con la intención oculta de llevarlo a su manada como presa.
A medida que viajan juntos, Manny, Sid y Diego enfrentan numerosos peligros y desafíos, mientras que su relación se va transformando. Diego, inicialmente con malas intenciones, comienza a desarrollar un vínculo con el bebé y los otros dos animales, cuestionando su lealtad a la manada de tigres.
Finalmente, Diego se redime ayudando a Manny y Sid a proteger al bebé de los otros tigres, y juntos logran devolver al bebé a su padre sano y salvo. La película termina con Manny, Sid y Diego formando una inusual pero fuerte amistad, mientras continúan su viaje juntos.

### Ice Age: The Meltdown(2006)
Manny, Sid y Diego viven actualmente en un gran valle rodeado por una pared de hielo enormemente alta en todos los lados. Cuando un parque de agua se empieza a formar, el trío descubre que la pared de hielo es en realidad un muro que apenas se sostenía, un enorme cuerpo de agua que podría inundar el valle a casi un kilómetro bajo el agua. Un buitre les dice que hay un barco en el otro extremo del valle que puede salvarlos a todos, pero solo tienen 3 días para hacerlo o morirán. Manny tiene problemas para enfrentar el hecho de que él puede ser el último mamut vivo. En el camino, se encuentran con Ellie, un mamut que piensa que es una zarigüeya, y sus hermanos zarigüeya Crash y Eddie. A medida que comienzan a viajar juntos, Manny aprende, con la ayuda de Diego y Sid, que el tener este nuevo mamut con ellos, no puede ser tan malo. Ellos tratan de escapar de la inundación que se aproxima y amenaza continuamente. Durante su viaje, Scrat la ardilla dientes de sable tiene sus propias aventuras que finalmente conduce a algo completamente distinto.

### Ice Age: Dawn of the Dinosaurs(2009)
La vida comienza a cambiar para Manny y sus amigos: Scrat todavía está a la caza de su amada bellota, y en búsqueda de un posible romance con una ardilla dientes de sable hembra llamada Scratte. Manny y Ellie, habiéndose ya convertido en un elemento, están esperando un bebé, lo que deja a Manny ansioso por asegurarse de que todo es perfecto para cuando llegue su bebé. Diego está harto de ser tratado como un casa-gato y reflexiona sobre la idea de que se está relajando demasiado. Sid se pone celoso de Manny y Ellie y comienza a desear una familia propia, y así le roba unos huevos de dinosaurio que lleva a Sid a terminar en un extraño mundo subterráneo donde su rebaño debe rescatarlo, mientras esquiva los dinosaurios y enfrenta el peligro a la izquierda y derecha. El grupo se reúne con una comadreja loca y tuerta conocida como Buck que caza dinosaurios con el fin de encontrar a Rudy.

### Ice Age: Continental Drift(2012)
La cuarta película, Ice Age: Continental Drift, fue lanzado en 3-D el 13 de julio de 2012. Fue dirigida por Steve Martino y Mike Thurmeier — la primera vez, sin Carlos Saldanha, y al lado de las voces habituales que cuenta con muchas nuevas celebridades, incluyendo a Peter Dinklage, Jennifer López, Wanda Sykes, Drake y Nicki Minaj. La película tiene lugar pocos años después de los acontecimientos de la tercera película, con Melocoton en sus años de adolescencia. La interminable persecución de Scrat de la bellota tiene consecuencias que cambian el mundo, la separación de Manny, Sid y Diego del resto, obligándolos a enfrentarse a una banda de piratas, liderados por el Capitán Gutt.

### Ice Age: Collision Course(2016)
La película es la quinta entrega de la serie de Ice Age y es producida por Blue Sky Studios y distribuida por 20th Century Fox. El filme es la tercera entrega de la serie que utiliza el Digital 3D. La película fue estrenada en los cines de Estados Unidos el 22 de julio del 2016.
Cuando, en busca de su preciada bellota, la simpática ardilla Scrat viaja de forma accidental al espacio, acabará provocando un accidente que tendrá graves consecuencias para los habitantes de la Tierra. Concretamente, su paso por la galaxia desencadenará una serie de sucesos cósmicos que harán peligrar la Edad de Hielo, pues pondrá en marcha un asteroide que amenaza con chocarse con el Planeta Azul y que meterá a todos en serios problemas. 
Para salvarse de este extraordinario peligro, Manny el mamut, Sid el perezoso, Diego el dientes de sable y el resto de la manada deberán abandonar su hogar y embarcarse en una travesía llena de emociones, comedia y aventura. Viajarán a tierras lejanas y exóticas, donde conocerán a nuevos y pintorescos personajes, entre los que destaca el líder espiritual Shangri Llama. Además, tendrán que enfrentarse con un nuevo enemigo que, eso sí, va a resultarle bastante familiar a los protagonistas.

### Ice Age 6(2026)
Sirve como la secuela de Ice Age: Collision Course. El 8 de noviembre de 2024, durante el Disney D23 en Brasil, se anunció que se estaba desarrollando una sexta película de Ice Age, con el elenco principal repitiendo sus papeles de las películas anteriores. El estreno de la película está previsto para el 18 de diciembre del año 2026.

## Spin-off

### The Ice Age Adventures of Buck Wild(2022)
Es un spin-off de la saga. Cabe señalar que esta cinta se estrenará exclusivamente en la plataforma Disney+. La película es distribuida por Walt Disney Pictures. En su mayoría ha recibido críticas negativas debido a su animación de calidad baja, historia con incongruencias y la ausencia del personaje Scrat.

## Series de televisión

### Ice Age: Scrat Tales
El 4 de mayo de 2021, se comentó que una serie corta producida por Blue Sky Studios conocida como Scrat Tales llegaría a Disney+. La serie contaría con el personaje Scrat, quien descubre que tiene un hijo. Las imágenes de la serie se filtraron más tarde en YouTube, y los ex animadores de Blue Sky revelaron que la serie llegaría a Disney + en 2022 después de The Ice Age Adventures of Buck Wild. El 22 de febrero de 2022 se confirmó por Disney+ a través de su cuenta en Twitter como una serie de cortos que constarían de 6 episodios.
Fue lanzada como una serie original de Disney+ el 13 de abril de 2022.

## Cortometrajes

### Gone Nutty
Gone Nutty es un cortometraje animado del año 2002, dirigido por Carlos Saldanha, y originalmente lanzado en el Ice Age versión DVD. El corto cuenta con el personaje Scrat , que todavía está teniendo más problemas con la recolección de sus queridas bellotas. La película fue nominada a la 75.ª entrega de los premios Óscar en 2004 con el Óscar al mejor cortometraje de animación.

### No Time for Nuts
No Time for Nuts es un cortometraje de animación del 2006, dirigido por Chris Renaud y Mike Thurmeier, y fue lanzado originalmente en el DVD: Ice Age The Meltdown. El corto sigue a Scrat en una persecución atrás de su bellota, que ha sido enviado congelado accidentalmente en el tiempo por una máquina del tiempo. No Time for Nuts fue nominada a la 79.ª entrega de los premios Óscar en el 2007 con el Óscar al Mejor Cortometraje de Animación.

### Surviving Sid
Surviving Sid es un cortometraje de animación 2008, dirigida por Galen Tan Chu y Karen Disher. Fue lanzado originalmente en Dr. Seuss' Horton Hears a Who! en DVD y Blu-ray. A diferencia de los dos primeros cortometrajes de Ice Age, Surviving Sid se centró en Sid, quien incompetentemente lleva a un pequeño grupo de niños de campamento.

## Especiales de Televisión

### Ice Age: A Mammoth Christmas
Ice Age: A Mammoth Christmas es un especial de televisión de 26 minutos que salió al aire en FOX el 24 de noviembre de 2011, y fue lanzado en Blu-ray y DVD el 26 de noviembre de 2011. El especial fue dirigida por Karen Disher, y cuenta con todas las voces habituales: Ray Romano, John Leguizamo, Queen Latifah, Denis Leary, Josh Peck, Seann William Scott y Chris Wedge. El nuevo reparto incluye Billy Gardell como Santa, Ciara Bravo como Peaches, T. J. Miller como Prancer, y Judah Friedlander como Jefe Mini-pereza.
En medio de la decoración para la temporada de vacaciones, Sid destruye accidentalmente las decoraciones favoritas de Manny. Sid, convencido por Manny que él ahora está en lista negra de Santa Claus, se junta con Crash, Eddie y Morita y viajan al Polo Norte a retomar el lado bueno de Santa. Cuando en el Polo Norte, Sid y su tripulación destruyen accidentalmente el taller de Santa, Manny, Ellie y Diego, preocupados por la seguridad de Morita, llegan al Polo Norte, para unirse y salvar la Navidad.

### Ice Age: The Great Egg-Scapade
Se acerca la primavera y Sid comienza a ofrecer a los futuros papás un servicio de cuidados de huevos antes de su eclosión. Cuando unos conejos ladrones de huevos interfieren en su plan, Diego y Manny acuden para ayudar a Sid.

## Especies de los personajes
| Personaje        | Especie                  |
| ---------------- | ------------------------ |
| Manny            | Mamut lanudo             |
| Scrat            | Ardilla prehistórica     |
| Sid              | Perezoso                 |
| Diego            | Tigre dientes de sable   |
| Bodoque          | Humano                   |
| Ellie            | Mamut lanuda             |
| Crash            | Zarigüeya                |
| Eddie            | Zarigüeya                |
| Morita/Melocotón | Mamut lanuda             |
| Buck             | Comadreja                |
| Shira            | Tigresa dientes de sable |
| Abuelita         | Perezosa                 |
| Scratte          | Ardilla prehistórica     |
| Brooke           | Perezosa                 |
| Louis            | Topo                     |
| Julian           | Mamut lanudo             |
| Zee              | Zorrilla                 |

## Reparto y producción

### Reparto
| Personajes                                              | Películas de cine | Películas de cine   | Películas de cine            | Películas de cine        | Películas de cine       | Spin-offs           | Cortometrajes                      | Cortometrajes     | Cortometrajes           | Especiales           |                            |
| Personajes                                              | Ice Age (2002)    | The Meltdown (2006) | Dawn of the Dinosaurs (2009) | Continental Drift (2012) | Collision Course (2016) | Ice Age 6 (2026)    | The Adventures of Buck Wild (2022) | Gone Nutty (2002) | No Time for Nuts (2006) | Surviving Sid (2008) | A Mammoth Christmas (2011) |
| ------------------------------------------------------- | ----------------- | ------------------- | ---------------------------- | ------------------------ | ----------------------- | ------------------- | ---------------------------------- | ----------------- | ----------------------- | -------------------- | -------------------------- |
| Manny                                                   | Ray Romano        | Ray Romano          | Ray Romano                   | Ray Romano               | Ray Romano              | Ray Romano          | Sean Kenin Elias-Reyes             |                   | Cameo silencioso        |                      | Ray Romano                 |
| Sid                                                     | John Leguizamo    | John Leguizamo      | John Leguizamo               | John Leguizamo           | John Leguizamo          | John Leguizamo      | Jake Verde                         |                   | 3 Frases Online         | John Leguizamo       | John Leguizamo             |
| Diego                                                   | Denis Leary       | Denis Leary         | Denis Leary                  | Denis Leary              | Denis Leary             | Denis Leary         | Skyler Stone                       |                   | Cameo silencioso        |                      | Denis Leary                |
| Scrat                                                   | Chris Wedge       | Chris Wedge         | Chris Wedge                  | Chris Wedge              | Chris Wedge             | TBA                 | Chris Wedge                        | Chris Wedge       | Chris Wedge             | Chris Wedge          |                            |
| Ellie                                                   |                   | Queen Latifah       | Queen Latifah                | Queen Latifah            | Queen Latifah           | Queen Latifah       | Dominique Jennings                 |                   |                         |                      | Queen Latifah              |
| Crash                                                   |                   | Seann William Scott | Seann William Scott          | Seann William Scott      | Seann William Scott     | Seann William Scott | Vincent Tong                       |                   |                         |                      | Seann William Scott        |
| Eddie                                                   |                   | Josh Peck           | Josh Peck                    | Josh Peck                | Josh Peck               | Josh Peck           | Aaron Harris                       |                   |                         |                      | Josh Peck                  |
| Buck                                                    |                   |                     | Simon Pegg                   | Simon Pegg               | Simon Pegg              | Simon Pegg          | Simon Pegg                         |                   |                         |                      |                            |
| Peaches (Morita en Hispanoamérica; Melocotón en España) |                   |                     | Cameo silencioso             | Keke Palmer              | Keke Palmer             | TBA                 |                                    |                   |                         |                      | Ciara Bravo                |

### Producción
| Película                       | Director                                       | Productor                 | Productor Ejecutivo          | Escritor                                                                                  | Compositor   | Editor                         |
| ------------------------------ | ---------------------------------------------- | ------------------------- | ---------------------------- | ----------------------------------------------------------------------------------------- | ------------ | ------------------------------ |
| Ice Age                        | Chris Wedge codirigida por: Carlos Saldanha    | Lori Forte                | Chris Meledandri             | guion: Michael Berg Michael J. Wilson Peter Ackerman historia: Michael J. Wilson          | David Newman | John Carnochan                 |
| Ice Age: The Meltdown          | Carlos Saldanha                                | Lori Forte                | Chris Meledandri Chris Wedge | guion: Peter Gaulke y Gerry Swallow Jim Hecht historia: Peter Gaulke y Gerry Swallow      | John Powell  | Harry Hitner                   |
| Ice Age: Dawn of the Dinosaurs | Carlos Saldanha codirigida por: Mike Thurmeier | Lori Forte John C. Donkin | Chris Wedge                  | guion: Michael Berg y Peter Ackerman Mike Reiss Yoni Brenner historia: Jason Carter Eaton | John Powell  | Harry Hitner                   |
| Ice Age: Continental Drift     | Steve Martino Mike Thurmeier                   | Lori Forte John C. Donkin | Chris Wedge Carlos Saldanha  | guion: Michael Berg Jason Fuchs historia: Michael Berg Lori Forte                         | John Powell  | James Palumbo David Ian Salter |
| Ice Age: Collision Course      | Mike Thurmeier Galen T. Chu                    | Lori Forte                | Chris Wedge Carlos Saldanha  | Michael J. Wilson                                                                         | John Debney  | James Palumbo                  |

## Recepción

### Taquilla
Las cuatro películas, producidas con un presupuesto total de $324 millones de dólares, han recaudado más de $2,8 mil millones de dólares en todo el mundo, por lo que Ice Age es la 17.ª franquicia más taquillera de todos los tiempos, y la tercera más taquillera franquicia de animación en todo el mundo detrás de Shrek y Toy Story . Cada película de la serie fue la película de animación más exitosa del año del lanzamiento del mismo (a excepción de Ice Age: Choque de mundos en 2016 que no recaudó tanto como sus antecesoras) , y entre las ocho películas más taquilleras del año de su lanzamiento.
| Película                       | Fecha de lanzamiento    | Bruto interno total | Bruto interno total        | Bruto interno total | Ranking taquilla                    | Ranking taquilla                | Presupuesto   | Referencia    |
| Película                       | Fecha de lanzamiento    | América del Norte   | Fuera de América del Norte | En todo el mundo    | Todo el tiempo en América del Norte | Todo el tiempo en todo el mundo | Presupuesto   | Referencia    |
| ------------------------------ | ----------------------- | ------------------- | -------------------------- | ------------------- | ----------------------------------- | ------------------------------- | ------------- | ------------- |
| Ice Age                        | 15 de marzo de 2002     | $176,387,405        | $206,869,731               | $383,257,136        | #189                                | #193                            | $59 millones  | [ 14 ]        |
| Ice Age: The Meltdown          | 31 de marzo de 2006     | $195,330,621        | $460,057,537               | $655,388,158        | #148                                | #70                             | $80 millones  | [ 15 ]        |
| Ice Age: Dawn of the Dinosaurs | 1 de julio de 2009      | $196,573,705        | $690,113,112               | $886,686,817        | #147                                | #30                             | $90 millones  | [ 16 ]        |
| Ice Age: Continental Drift     | 13 de julio de 2012     | $161,321,843        | $715,922,939               | $877,244,782        | #225                                | #32                             | $95 millones  | [ 17 ]        |
| Ice Age: Collision Course      | 22 de julio de 2016     | $64,566,257         | $342,921,515               | $408,579,038        | #691                                | #168                            | $105 millones | [ 18 ]        |
| Ice Age: 6                     | 18 de diciembre de 2026 |                     |                            |                     |                                     |                                 |               |               |
| Total                          | Total                   | $759,079,831        | $2,255,984,834             | $3,211,155,931      | #28                                 | #17                             | $429 millones | [ 19 ] [ 20 ] |

### Recepción y crítica
| Película                            | Rotten Tomatoes     | Rotten Tomatoes      | Rotten Tomatoes       | Metacritic        | CinemaScore | IMDb                | FilmAffinity        |
| Película                            | Crítica             | Críticos importantes | Audiencia             | Metacritic        | CinemaScore | IMDb                | FilmAffinity        |
| ----------------------------------- | ------------------- | -------------------- | --------------------- | ----------------- | ----------- | ------------------- | ------------------- |
| Ice Age                             | 85% (167 opiniones) | 84% (44 opiniones)   | 93% (1 134 690 votos) | 70 (34 opiniones) | A           | 7.5 (499 000 votos) | 7.3 (120 336 votos) |
| Ice Age: The Meltdown               | 79% (145 opiniones) | 80% (41 opiniones)   | 94% (854 356 votos)   | 69 (31 opiniones) | A           | 6.8 (288 000 votos) | 6.6 (51 241 votos)  |
| Ice Age: Dawn of the Dinosaurs      | 81% (165 opiniones) | 87% (60 opiniones)   | 93% (553 944 votos)   | 72 (25 opiniones) | A-          | 6.9 (255 000 votos) | 6.4 (41 068 votos)  |
| Ice Age: Continental Drift          | 67% (136 opiniones) | 59% (43 opiniones)   | 72% (151 196 votos)   | 60 (29 opiniones) | A-          | 6.5 (217 000 votos) | 5.9 (22 163 votos)  |
| Ice Age: Collision Course           | 59% (121 opiniones) | 60% (42 opiniones)   | 79% (32 949 votos)    | 34 (27 opiniones) | B+          | 5.6 (71 000 votos)  | 4.7 (4 630 votos)   |
| The Ice Age Adventures of Buck Wild | 49% (37 opiniones)  | 37% (6 opiniones)    | 49% (500 votos)       | 30 (5 opiniones)  | N/D         | 4.3 (15 225 votos)  | 3.5 (638 votos)     |
| Promedio                            | 69%                 | 60%                  | 85%                   | 80                | A-          | 6.3                 | 5.7                 |

## Videojuegos
- Ice Age fue lanzado en 2002 por Ubisoft para Game Boy Advance.
- Ice Age 2: The Meltdown fue lanzado en 2006 por Sierra Entertainment para Wii, PlayStation 2, GameCube, Game Boy Advance, Nintendo DS, Xbox, y PC.
- Ice Age: Dawn of the Dinosaurs fue lanzado por Activision el 30 de junio de 2009, para PC, Wii, DS, PS2, PlayStation 3, PSP, y Xbox 360.
- Ice Age Village, un videojuego móvil, fue lanzado por Gameloft el 5 de abril de 2012, para iPhone, iPad, y varios dispositivos Android,[45] y el 24 de abril de 2013, para Windows Phone 8.[46] El juego permite a los jugadores construir una aldea para ayudar a los personajes de la película a establecer sus metas. El jugador también puede visitar los pueblos de sus amigos, jugar minijuegos y ver vídeos.
- Ice Age: Continental Drift – Juegos del Ártico fue lanzado por Activision el 10 de julio de 2012, para Wii, Nintendo 3DS, Nintendo DS, y Xbox 360.[47]
- Ice Age Online fue un Free-to-Play buscador de aventura basada en el Videojuego de plataformas producido por Bigpoint Games para su portal de juegos.[48] La versión beta del juego se lanzó el 10 de julio de 2012, que puso a los jugadores en el papel de Sid, que tiene que rescatar a los miembros perdidos de su manada, separados por una erupción volcánica.[48]
- Ice Age Adventures, un juego free-to-play fue lanzado por Gameloft el 7 de agosto de 2014 para iPhone, iPad, iPod touch, Android, Windows Phone y Windows 8.[49]
- Ice Age: Scrat Nutty Adventure, un videojuego centrado en el personaje de Scrat publicado por Outright Games y lanzado el 18 de octubre de 2019 para PlayStation 4, Nintendo Switch, Xbox One y PC.[50]

## Espectáculo en vivo

### Espectáculo sobre hielo
Ice Age Live! A Mammoth Adventure es un espectáculo sobre hielo en vivo que combina el patinaje sobre hielo, artes aéreas, los títeres y el cine, y cuenta una nueva historia basada en las tres primeras películas de Ice Age. Está siendo producida por Stage Entertainment Touring Productions, y dirigida por Guy Caron y Michael Curry. La música y la letra fue escrita por Ella Louise Allaire y Martin Lord Ferguson.
La vista preliminar se mostró desde el 19 al 21 de octubre de 2012, en Cardiff, y del 25 al 28 de octubre de 2012, en Nottingham, A Mammoth Adventure se estrenó oficialmente el 2 de noviembre de 2012, durante su gira de tres días del 1 de noviembre al 3 a los Wembley Arena en Londres. Continuó en Alemania en noviembre de 2012, con una plan de visitar más de 30 países en su gira mundial de cinco años.
La trama comienza con Morita, una bebé mamut, siendo secuestrados por un halcón llamado Shadow. Su padre Manny pone en marcha un plan para rescatar a Morita, acompañado de Sid y Diego. Su misión es exitosa, pero en el camino a casa se encuentran con las avalanchas y desprendimientos de rocas, desviándolos hacia un reino de fantasía subterráneo.

## Parques temáticos
Juegos y atracciones inspirados en Ice Age se presentarán en el primer 20th Century Fox parque temático, Twentieth Century Fox World, se planea su inauguración en el año 2016 en Malasia basado en el Genting Highlands.